# Rohaniella
Rohaniella este un gen de molii din familia Saturniidae. 

## Specii
- Rohaniella guineensis Bouvier, 1927
- Rohaniella pygmaea (Maassen & Weyding, 1885)